# 铃鹿大学短期大学部
铃鹿大学短期大学部（日语：*），简称铃短，是一所位于日本三重县铃鹿市的私立短期大学。

## 概要

### 简介
- 学校最早可以追溯到1913年[3][4]。短期大学为于1966年开办[4]、由学校法人享荣学园经营[5]。为男女同校[2]从1987年。

### 历史
- 1966年 铃鹿短期大学成立并同时设置一个学科即家政科[4]。
- 1967年 家政科分离为两个专攻、以下列举[4]。
  - 家政专攻
  - 食物营养专攻
- 1969年 家政科第三部成立（但招生到于1986年、停办于1989年）[4]。
- 1984年 商经学科成立（但招生到于1993年、停办于1996年）[4]。
- 1987年 开始招収男学生于商经学科[4]。
- 1991年 家政科改名为生活学科、家政专攻改名为生活科学专攻[4]。
- 1992年 开始招収男学生于生活学科。由于短期大学完全为男女同校[4]。
- 1998年 改校名为铃鹿国际大学短期大学部[4]。
- 2005年 儿童学专攻[注 3]成立[4]。
- 2011年 专科健康生活学专攻成立[4]。
- 2012年 校园迁址至郡山町663-222 从庄野町1250[4]。

### 宪章
- 请参看铃鹿短期大学的标志 （日語） 2014年5月21日阅览。

## 学校环境
- 校区：在三重县铃鹿市

## 历任校长
- 堀敬文：第一代短期大学校长[4]
- 出云敏彦：现在短期大学校长[6]

## 组织

### 学科
- 生活传播学科[注 1]
  - 生活传播学专攻[注 2]
  - 食物营养专攻
  - 儿童学专攻[注 3]

### 前学科
| - 家政科 - 第一部 - 家政专攻 - 食物营养专攻 - 第三部 - 商经学科 |

### 专科
| - 健康生活学专攻：大学评价学位授予机构批准 |

### 业余课程
| - 没有 |

## 相关链接
- 日本短期大学列表